# Plumlov
Plumlov település Csehországban, a Prostějovi járásban. Plumlov Mostkovice, Ohrozim, Stínava, Vícov, Krumsín és Březina településekkel határos. Lakosainak száma 2274 fő (2024. január 1.).

## Népesség
A település lakosságának változását az alábbi diagram mutatja:
| Lakosok száma | 2217 | 2442 | 2523 | 2508 | 2567 | 2268 | 2321 | 2304 | 2258 | 2274 |
|               | 1869 | 1890 | 1921 | 1950 | 1980 | 2001 | 2017 | 2019 | 2022 | 2024 |